# 藏裔美国人
藏裔美国人，是美国亞裔的一部分，於1950年代初期開始移民美国。
至2006年，藏裔美国人估計在22,000，而且持續成長。大多數藏族美国人住在北加利福尼亚、科罗拉多州、明尼苏达州、威斯康辛州、伊利诺伊州以及纽约市等，幾乎全部信仰藏傳佛教。